# Ernst August Bertling

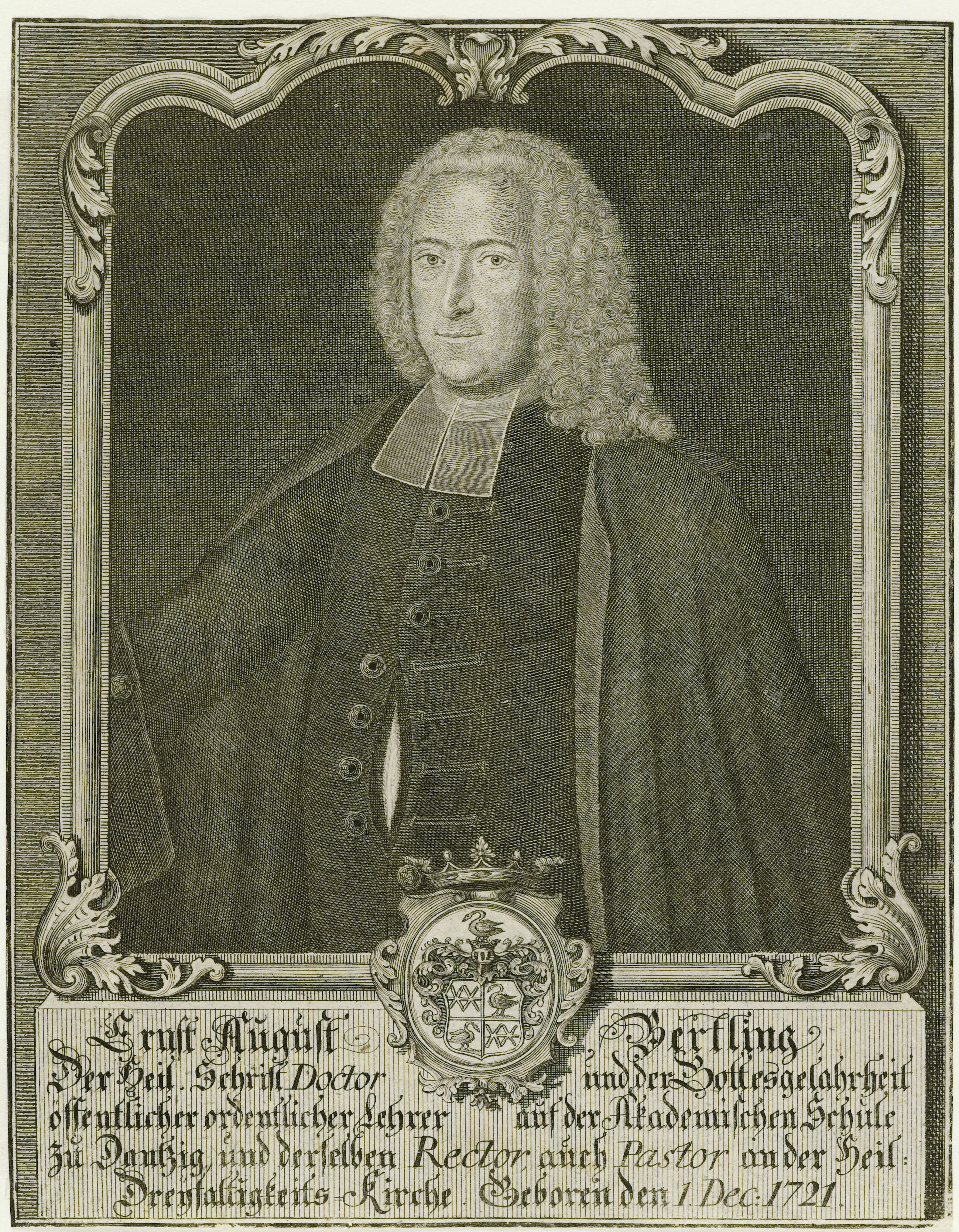

Ernst August Bertling (* 1. Dezember 1721 in Osnabrück; † 10. August 1769 in Danzig) war ein deutscher evangelischer Theologe.

## Leben
Der Sohn des Hofpredigers Rudolf Bertling besuchte das Ratsgymnasium in seiner Heimatstadt und studierte in den Jahren 1741 bis 1743 sowohl Philosophie als auch Mathematik an der Universität Jena. Danach studierte er an der Universität Göttingen Theologie; er schloss sein Studium 1744 mit dem Magister ab. Im Jahr 1748 erhielt er einen Ruf auf eine außerordentliche Professur an der Universität Helmstedt. 1749 promovierte er dort zum Doktor der Theologie und wurde im selben Jahr zum ordentlichen Professor der Theologie ernannt. Im darauf folgenden Jahr wurde er Adjunkt des Generalsuperintendenten Christoph Timotheus Seidel. 1753 wurde er sowohl Rektor des Akademischen Gymnasiums Danzig als auch dessen Theologie-Professor sowie Pfarrer der dortigen St. Trinitatis-Kirche. Die Katholiken hatten sich um Bertlings Absetzung bemüht, er jedoch hatte die lutherische orthodoxe Konfession gegenüber den Reformierten und den Katholiken verteidigt. Die Ämter hielt er bis zu seinem Tode inne.
Zu Bertlings Freundeskreis zählte der Jurist Justus Möser.

## Werke (Auswahl)
- D. Ernst August Bertlings Versuch einiger Anmerkungen über die Päpstliche Jubel Bulle Benedict des XIV. Weygand, Helmstedt 1750. (Digitalisat)
- D. Ernst August Bertlings Im Alten Testament verheissener Meßias, nach Anleitung der Sonn- und FesttagsEvangelien in öffentlichen Predigten vorgetragen. Waisenhaus, Helmstedt 1754. (Digitalisat)
- D. Ernst August Bertlings Deutliche und mit den eigenen Worten Orthodoxer Theologen Ausgefertigte Vorstellung ; Was die Lutherische Kirche von der Kraft der Heil. Schrift lehre und nicht lehre? Rüdiger, Danzig 1756. (Digitalisat)
- Ernesti Augusti Bertlingii epistola ad Angelum Mariam Quirinum ... in qua exponitur controversia de in dulgentiis, de transitu rothfischeri ad ecclesiam lutheram, et dissensu in doctrina de iustificatione ; appendix agit de hodiernis controversiis. Waisenhaus, Braunschweig 1753. (Digitalisat)